# Newtontoppen
Newtontoppen je nejvyšší hora souostroví Špicberky. Nachází se na severovýchodě největšího ostrova Spitsbergen v oblasti Ny Friesland. Jméno nese po fyzikovi Isaacu Newtonovi. Dosahuje nadmořské výšky 1713 metrů.